# Зукич, Деян
Де́ян Зу́кич (серб. Дејан Зукић; родился 7 мая 2001) — сербский футболист, атакующий полузащитник клуба «Войводина».

## Клубная карьера
Уроженец города Бачки-Ярак, с 2008 по 2013 год Зукич выступал за молодёжную команду «Петар Пуача». В 2013 году стал игроком футбольной академии клуба «Войводина».
19 марта 2019 года подписал свой первый профессиональный контракт с «Войводиной», рассчитанный на три года. 30 марта 2019 года дебютировал в основном составе «Войводины» в матче сербской Суперлиги против клуба «Динамо Вране». 19 мая 2019 года забил свой первый гол за клуб в матче против клуба «Чукарички».

## Карьера в сборной
Выступал за сборные Сербии до 16, до 17, до 18, до 19 лет и до 21 года.